# Saison 2018-2019 de l'Atlético de Madrid
Maillots
Chronologie
Saison précédente Saison suivante
La saison 2018-2019 est la 88e saison de l'Atlético de Madrid depuis sa fondation en 1903 et la 80e saison du club en Liga, la meilleure ligue espagnole de football. L'Atlético évolue en Liga, Supercoupe de l'UEFA, Coupe du Roi et en Ligue des Champions. La saison était la première depuis la saison 2010-2011 sans Gabi qui est parti pour Al-Sadd SC durant l'été 2018.

## Effectif professionnel actuel
Le premier tableau liste l'effectif professionnel de l'Atlético Madrid pour la saison 2018-2019. Le second recense les prêts effectués par le club lors de cette même saison.

### Joueurs prêtés
Le tableau suivant liste les joueurs de l'Atlético en prêt pour la saison 2018-2019.
| Joueurs prêtés |    |                        |                  |                     |           |                  |  |
| \| N° \| P. \| Nat. \| Nom \| Date de naissance \| Sélection \| Club en prêt \| \| \| - \| M \| \| Bernard Mensah \| 17/10/1994 (30 ans) \| Ghana \| Kasimpasa SK \| \| \| - \| D \| \| Šime Vrsaljko \| 10/01/1992 (33 ans) \| Croatie \| Inter Milan \| \| \| - \| A \| \| Luciano Vietto \| 05/12/1993 (31 ans) \| – \| Fulham \| \| \| - \| G \| \| André Moreira \| 02/12/1995 (29 ans) \| – \| CD Feirense \| \| \| - \| A \| \| Gelson Martins \| 11/05/1995 (29 ans) \| Portugal \| AS Monaco \| \| \| - \| A \| \| Héctor Hernández \| 14/09/1995 (29 ans) \| – \| Rayo Majadahonda \| \| \| - \| G \| \| Axel Werner \| 28/02/1996 (29 ans) \| – \| Málaga CF \| \| |    |                        |                  |                     |           |                  |  |
| N° | P. | Nat.                   | Nom              | Date de naissance   | Sélection | Club en prêt     |  |
| - | M  | Drapeau du Ghana       | Bernard Mensah   | 17/10/1994 (30 ans) | Ghana     | Kasimpasa SK     |  |
| - | D  | Drapeau de la Croatie  | Šime Vrsaljko    | 10/01/1992 (33 ans) | Croatie   | Inter Milan      |  |
| - | A  | Drapeau de l'Argentine | Luciano Vietto   | 05/12/1993 (31 ans) | –         | Fulham           |  |
| - | G  | Drapeau du Portugal    | André Moreira    | 02/12/1995 (29 ans) | –         | CD Feirense      |  |
| - | A  | Drapeau du Portugal    | Gelson Martins   | 11/05/1995 (29 ans) | Portugal  | AS Monaco        |  |
| - | A  | Drapeau de l'Espagne   | Héctor Hernández | 14/09/1995 (29 ans) | –         | Rayo Majadahonda |  |
| - | G  | Drapeau de l'Argentine | Axel Werner      | 28/02/1996 (29 ans) | –         | Málaga CF        |  |

| N° | P. | Nat.                   | Nom              | Date de naissance   | Sélection | Club en prêt     |  |
| -  | M  | Drapeau du Ghana       | Bernard Mensah   | 17/10/1994 (30 ans) | Ghana     | Kasimpasa SK     |  |
| -  | D  | Drapeau de la Croatie  | Šime Vrsaljko    | 10/01/1992 (33 ans) | Croatie   | Inter Milan      |  |
| -  | A  | Drapeau de l'Argentine | Luciano Vietto   | 05/12/1993 (31 ans) | –         | Fulham           |  |
| -  | G  | Drapeau du Portugal    | André Moreira    | 02/12/1995 (29 ans) | –         | CD Feirense      |  |
| -  | A  | Drapeau du Portugal    | Gelson Martins   | 11/05/1995 (29 ans) | Portugal  | AS Monaco        |  |
| -  | A  | Drapeau de l'Espagne   | Héctor Hernández | 14/09/1995 (29 ans) | –         | Rayo Majadahonda |  |
| -  | G  | Drapeau de l'Argentine | Axel Werner      | 28/02/1996 (29 ans) | –         | Málaga CF        |  |

## Transferts
| N°                         | Joueur             | Nat. | Poste          | Transfert           | Période         | Provenance/Destination  | Division                |
| -------------------------- | ------------------ | ---- | -------------- | ------------------- | --------------- | ----------------------- | ----------------------- |
| Arrivées                   |                    |      |                |                     |                 |                         |                         |
| —                          | André Moreira      |      | Gardien de but | Retour de prêt      | Mercato d'été   | Belenenses              | Primeira Liga           |
| —                          | Emiliano Velázquez |      | Défenseur      | Retour de prêt      | Mercato d'été   | Rayo Vallecano          | La Liga 2               |
| —                          | Diogo Jota         |      | Attaquant      | Retour de prêt      | Mercato d'été   | Wolverhampton Wanderers | Championship            |
| —                          | Pierre Kunde       |      | Milieu         | Retour de prêt      | Mercato d'été   | Grenade CF              | La Liga                 |
| —                          | Bernard Mensah     |      | Milieu         | Retour de prêt      | Mercato d'été   | Kasımpaşa SK            | Ptt 1. Lig              |
| —                          | Héctor Hernández   |      | Attaquant      | Retour de prêt      | Mercato d'été   | Albacete Balompié       | La Liga 2               |
| 17                         | Luciano Vietto     |      | Attaquant      | Retour de prêt      | Mercato d'été   | Valence CF              | La Liga                 |
| 14                         | Rodri              |      | Milieu         | Transfert (20 M€)   | Mercato d'été   | Villarreal CF           | La Liga                 |
| 11                         | Thomas Lemar       |      | Milieu         | Transfert (60 M€)   | Mercato d'été   | AS Monaco               | Ligue 1                 |
| —                          | Nehuén Pérez       |      | Défenseur      | Montant Inconnu     | Mercato d'été   | Argentinos Juniors      | Primera División        |
| 1                          | Antonio Adán       |      | Gardien de but | Transfert (1 M€)    | Mercato d'été   | Real Betis              | La Liga                 |
| 18                         | Gelson Martins     |      | Attaquant      | Libre               | Mercato d'été   | Sporting CP             | Primeira Liga           |
| —                          | Jonny              |      | Défenseur      | Transfert (7 M€)    | Mercato d'été   | Celta Vigo              | La Liga                 |
| 4                          | Santiago Arias     |      | Défenseur      | Montant Inconnu     | Mercato d'été   | PSV Eindhoven           | Eredivisie              |
| 9                          | Nikola Kalinić     |      | Attaquant      | Montant Inconnu     | Mercato d'été   | AC Milan                | Serie A                 |
| —                          | André Moreira      |      | Gardien de but | Retour de prêt      | Mercato d'hiver | Aston Villa             | Premier League          |
| —                          | Jonny              |      | Défenseur      | Retour de prêt      | Mercato d'hiver | Wolverhampton Wanderers | Premier League          |
| —                          | Nehuén Pérez       |      | Défenseur      | Retour de prêt      | Mercato d'hiver | Argentinos Juniors      | Primera División        |
| —                          | Héctor Hernández   |      | Attaquant      | Retour de prêt      | Mercato d'hiver | Málaga CF               | La Liga 2               |
| —                          | Axel Werner        |      | Gardien de but | Retour de prêt      | Mercato d'hiver | SD Huesca               | La Liga                 |
| 22                         | Álvaro Morata      |      | Attaquant      | Prêt                | Mercato d'hiver | Chelsea                 | Premier League          |
| Dépenses totales : 88 M€   |                    |      |                |                     |                 |                         |                         |
| Départs                    |                    |      |                |                     |                 |                         |                         |
| —                          | Diogo Jota         |      | Attaquant      | Transfert (12,6 M€) | Mercato d'été   | Wolverhampton Wanderers | Premier League          |
| 14                         | Gabi               |      | Milieu         | Montant Inconnu     | Mercato d'été   | Al-Sadd                 | Qatar Stars League      |
| —                          | Pierre Kunde       |      | Milieu         | Montant Inconnu     | Mercato d'été   | FSV Mayence 05          | Bundesliga              |
| —                          | Emiliano Velázquez |      | Défenseur      | Montant Inconnu     | Mercato d'été   | Rayo Vallecano          | La Liga                 |
| —                          | Kevin Gameiro      |      | Attaquant      | Montant Inconnu     | Mercato d'été   | Valence CF              | La Liga                 |
| —                          | Arona Sané         |      | Milieu         | Libre               | Mercato d'été   | NK Istra 1961           | Prva HNL                |
| —                          | Sergi González     |      | Défenseur      | Libre               | Mercato d'été   | FC Ararat-Armenia       | Armenian Premier League |
| —                          | Bernard Mensah     |      | Milieu         | Prêt                | Mercato d'été   | Kasımpaşa SK            | Ptt 1. Lig              |
| —                          | Nehuén Pérez       |      | Défenseur      | Prêt                | Mercato d'été   | Argentinos Juniors      | Primera División        |
| 25                         | Axel Werner        |      | Gardien de but | Prêt                | Mercato d'été   | SD Huesca               | La Liga                 |
| —                          | Jonny              |      | Défenseur      | Prêt                | Mercato d'été   | Wolverhampton Wanderers | Premier League          |
| 16                         | Šime Vrsaljko      |      | Défenseur      | Prêt                | Mercato d'été   | Inter Milan             | Serie A                 |
| —                          | André Moreira      |      | Gardien de but | Prêt                | Mercato d'été   | Aston Villa             | Premier League          |
| —                          | Héctor Hernández   |      | Attaquant      | Prêt                | Mercato d'été   | Málaga CF               | La Liga 2               |
| 17                         | Luciano Vietto     |      | Attaquant      | Prêt                | Mercato d'été   | Fulham                  | Premier League          |
| —                          | Jonny              |      | Défenseur      | Montant Inconnu     | Mercato d'hiver | Wolverhampton Wanderers | Premier League          |
| —                          | André Moreira      |      | Gardien de but | Prêt                | Mercato d'hiver | CD Feirense             | Primeira Liga           |
| 18                         | Gelson Martins     |      | Attaquant      | Prêt                | Mercato d'hiver | AS Monaco               | Ligue 1                 |
| —                          | Héctor Hernández   |      | Attaquant      | Prêt                | Mercato d'hiver | Rayo Majadahonda        | Primera Federación      |
| —                          | Axel Werner        |      | Gardien de but | Prêt                | Mercato d'hiver | Málaga CF               | La Liga 2               |
| Recettes totales : 12,6 M€ |                    |      |                |                     |                 |                         |                         |

## Maillots

### Maillots des joueurs sur le terrain
| Domicile · (2018-2019) | Domicile (alt.) · (2018-2019) | Extérieur · (2018-2019) | Extérieur (alt.) · (2017-2018) | Third · (2018-2019) | Third (alt. 1) · (2018-2019) | Third (alt. 2) · (2018-2019) | Third (alt. 3) · (2018-2019) | Third (alt. 4) · (2018-2019) |

### Maillots des Gardiens de but
| Gardien de but 1 | Gardien de but 2 | Gardien de but 3 |

## Compétitions
| La Liga            | Supercoupe de l'UEFA                       | Copa Del Rey                                        | Ligue des Champions                                  |
| ------------------ | ------------------------------------------ | --------------------------------------------------- | ---------------------------------------------------- |
| 2e place 76 points | Vainqueur contre le Real Madrid CF (2 - 4) | Quarts de Finale contre Girona FC (1 - 1) - (3 - 3) | Huitième de Finale contre Juventus (2 - 0) - (3 - 0) |
| 22V 10N 6D         | 1V 0N 0D                                   | 2V 2N 0D                                            | 5V 1N 2D                                             |
| TOTAL : 30V 13N 8D |                                            |                                                     |                                                      |

### La Liga
L'Atlético de Madrid finit à la deuxième place de la Liga 2018-2019 avec 76 points, 11 points derrière le champion le FC Barcelone, et 6 points devant le troisième le Real Madrid, avec cependant la meilleure défense (29 buts encaissés). Quasi-invincible à domicile (une seule défaite contre le Real Madrid), le club a perdu 5 matchs à l’extérieur, dont une correction 3-0 par l'Espanyol de Barcelone.  Antoine Griezmann finit meilleur buteur du club avec 15 buts, loin derrière Lionel Messi (36 buts). Il est aussi meilleur passeur du club avec 9 passes décisives.

#### Classement
| Rang | Équipe                | Pts | J  | G  | N  | P  | Bp | Bc | Diff |
| ---- | --------------------- | --- | -- | -- | -- | -- | -- | -- | ---- |
| 1    | FC Barcelone T S      | 87  | 38 | 26 | 9  | 3  | 90 | 36 | +54  |
| 2    | Atlético de Madrid SU | 76  | 38 | 22 | 10 | 6  | 55 | 29 | +26  |
| 3    | Real Madrid MC        | 68  | 38 | 21 | 5  | 12 | 63 | 46 | +17  |
| 4    | Valence CF C          | 61  | 38 | 15 | 16 | 7  | 51 | 35 | +16  |
| 5    | Getafe CF             | 59  | 38 | 15 | 14 | 9  | 48 | 35 | +13  |
| 6    | Séville FC            | 59  | 38 | 17 | 8  | 13 | 62 | 47 | +15  |
| 7    | Espanyol Barcelone    | 53  | 38 | 14 | 11 | 13 | 48 | 50 | -2   |
| 8    | Athletic Bilbao       | 53  | 38 | 13 | 14 | 11 | 41 | 45 | -4   |
| 9    | Real Sociedad         | 50  | 38 | 13 | 11 | 14 | 45 | 46 | -1   |
| 10   | Real Betis            | 50  | 38 | 14 | 8  | 16 | 44 | 52 | -8   |
| 11   | Deportivo Alavés      | 50  | 38 | 13 | 11 | 14 | 39 | 50 | -11  |
| 12   | SD Eibar              | 47  | 38 | 11 | 14 | 13 | 46 | 50 | -4   |
| 13   | CD Leganés            | 45  | 38 | 11 | 12 | 15 | 37 | 43 | -6   |
| 14   | Villarreal CF         | 44  | 38 | 10 | 14 | 14 | 49 | 52 | -3   |
| 15   | Levante UD            | 44  | 38 | 11 | 11 | 16 | 59 | 66 | -7   |
| 16   | Real Valladolid P     | 41  | 38 | 10 | 11 | 17 | 32 | 51 | -19  |
| 17   | Celta Vigo            | 41  | 38 | 10 | 11 | 17 | 53 | 62 | -9   |
| 18   | Girona FC             | 37  | 38 | 9  | 10 | 19 | 37 | 53 | -16  |
| 19   | SD Huesca P           | 33  | 38 | 7  | 12 | 19 | 43 | 65 | -22  |
| 20   | Rayo Vallecano P      | 32  | 38 | 8  | 8  | 22 | 41 | 70 | -29  |

#### Évolution du classement et des résultats
| Journée  | 1  | 2  | 3   | 4  | 5  | 6  | 7  | 8  | 9  | 10 | 11 | 12 | 13 | 14 | 15 | 16 | 17 | 18 | 19 | 20 | 21 | 22 | 23 | 24 | 25 | 26 | 27 | 28 | 29 | 30 | 31 | 32 | 33 | 34 | 35 | 36 | 37 | 38 |
| -------- | -- | -- | --- | -- | -- | -- | -- | -- | -- | -- | -- | -- | -- | -- | -- | -- | -- | -- | -- | -- | -- | -- | -- | -- | -- | -- | -- | -- | -- | -- | -- | -- | -- | -- | -- | -- | -- | -- |
| Résultat | N  | V  | P   | N  | V  | V  | N  | V  | N  | V  | N  | V  | N  | N  | V  | V  | V  | N  | V  | V  | V  | P  | P  | V  | V  | V  | V  | D  | V  | V  | D  | V  | V  | V  | V  | D  | N  | N  |
| Rang     | 8e | 9e | 10e | 9e | 5e | 3e | 4e | 3e | 5e | 4e | 4e | 3e | 3e | 3e | 3e | 3e | 2e | 2e | 2e | 2e | 2e | 2e | 3e | 2e | 2e | 2e | 2e | 2e | 2e | 2e | 2e | 2e | 2e | 2e | 2e | 2e | 2e | 2e |

#### Championnat
| Détails des Matchs en championnat |       |                               |                  |                              |       |                                               |                                                                                            |                               |        |         |
| Date                              | Heure | Journée                       | Adversaire       | Lieu                         | Score | Buteurs                                       | Cartons                                                                                    | Arbitre                       | Public | Rapport |
| Lundi 20 août 2018                | 20h00 | 1re journée                   | Valence CF       | Stade de Mestalla            | 1 - 1 | Correa 26e                                    | Savić 13e · Juanfran 52e · Filipe Luís 63e                                                 | Jesús Gil Manzano             | 46 241 | 1       |
| Samedi 25 août 2018               | 20h15 | 2e journée                    | Rayo Vallecano   | Wanda Metropolitano          | 1 - 0 | Griezmann 63e                                 | Koke 88e                                                                                   | González González             | 52 568 | 2       |
| Samedi 1er septembre 2018         | 18h30 | 3e journée                    | Celta Vigo       | Stade Balaídos               | 2 - 0 |                                               | Saúl 17e · Partey 28e · Savić 51e, 70e · Costa 57e                                         | Antonio Mateu Lahoz           | 19 262 | 3       |
| Samedi 15 septembre 2018          | 13h30 | 4e journée                    | SD Eibar         | Wanda Metropolitano          | 1 - 1 | Garcés 90+4e                                  | Koke 39e · Godín 51e                                                                       | Juan Martínez Munuera         | 55 745 | 4       |
| Dimanche 23 septembre 2018        | 18h30 | 5e journée                    | Getafe CF        | Coliseum Alfonso Pérez       | 0 - 2 | Soria 14e (csc) · Lemar 60e                   | Saúl 82e · Juanfran 84e                                                                    | José María Sánchez Martínez   | 12 458 | 5       |
| Mardi 25 septembre 2018           | 22h00 | 6e journée                    | SD Huesca        | Wanda Metropolitano          | 3 - 0 | Griezmann 16e · Partey 29e · Koke 33e         |                                                                                            | Pablo González Fuertes        | 47 109 | 6       |
| Samedi 29 septembre 2018          | 20h45 | 7e journée (Derby madrilène)  | Real Madrid      | Stade Santiago-Bernabéu      | 0 - 0 |                                               | Juanfran 48e · Lemar 59e · Koke 70e · Correa 90+3e                                         | Juan Martínez Munuera         | 78 562 | 7       |
| Dimanche 7 octobre 2018           | 20h45 | 8e journée                    | Real Betis       | Wanda Metropolitano          | 1 - 0 | Correa 74e                                    | Juanfran 47e · Godín 58e · Filipe Luís 77e · Saúl 78e · Hernandez 88e                      | Alberto Undiano Mallenco      | 63 719 | 8       |
| Samedi 20 octobre 2018            | 18h30 | 9e journée                    | Villarreal CF    | Stade de la Cerámica         | 1 - 1 | Filipe Luís 51e                               | Juanfran 28e                                                                               | Xavier Estrada Fernández      | 17 273 | 9       |
| Samedi 27 octobre 2018            | 20h45 | 10e journée                   | Real Sociedad    | Wanda Metropolitano          | 2 - 0 | Godín 45e · Filipe Luís 88e                   | Koke 77e · Savić 78e                                                                       | Antonio Mateu Lahoz           | 57 497 | 10      |
| Dimanche 3 novembre 2018          | 13h00 | 11e journée                   | CD Leganés       | Stade municipal de Butarque  | 1 - 1 | Griezmann 69e                                 | Hernandez 29e · Kalinić 90e                                                                | Mario Melero López            | 11 157 | 11      |
| Lundi 11 novembre 2018            | 18h30 | 12e journée                   | Athletic Bilbao  | Wanda Metropolitano          | 3 - 2 | Partey 61e · Rodri 80e · Godín 90+1e          | Costa 38e · Kalinić 66e · Adán 66e · Vitolo 66e · Correa 90+2e                             | José María Sánchez Martínez   | 59 029 | 12      |
| Dimanche 24 novembre 2018         | 20h45 | 13e journée                   | FC Barcelone     | Camp Nou                     | 1 - 1 | Costa 77e                                     | Hernandez 39e · Griezmann 48e · Costa 71e · Rodri 86e · Filipe Luís 87e                    | Jesús Gil Manzano             | 66 908 | 13      |
| Dimanche 2 décembre 2018          | 16h15 | 14e journée                   | Girona FC        | Stade municipal de Montilivi | 1 - 1 | Ramalho 82e (csc)                             | Griezmann 17e · Koke 41e · Partey 72e · Saúl 89e · Costa 89e                               | Ricardo de Burgos Bengoetxea  | 12 104 | 14      |
| Samedi 8 décembre 2018            | 13h00 | 15e journée                   | Deportivo Alavés | Wanda Metropolitano          | 3 - 0 | Kalinić 25e · Griezmann 82e · Rodri 87e       | Kalinić 5e · Correa 22e · Arias 58e · Partey 79e · Montero 90+1e                           | Alejandro Hernández Hernández | 55 810 | 15      |
| Samedi 15 décembre 2018           | 16h15 | 16e journée                   | Real Valladolid  | Stade José-Zorrilla          | 2 - 3 | Kalinić 26e · Griezmann 45+1e (pen.) 80e      | Koke 78e                                                                                   | Alberto Undiano Mallenco      | 22 585 | 16      |
| Samedi 22 décembre 2018           | 16h15 | 17e journée                   | RCD Espanyol     | Wanda Metropolitano          | 1 - 0 | Griezmann 56e (pen.)                          | Oblak 85e                                                                                  | Mario Melero López            | 57 637 | 17      |
| Dimanche 6 janvier 2019           | 16h15 | 18e journée                   | FC Séville       | Stade Ramón Sánchez Pizjuán  | 1 - 1 | Griezmann 45e                                 | Correa 14e · Griezmann 54e · Saúl 49e · Rodri 77e · Godín 78e · Partey 90+1e · Savić 90+2e | Antonio Mateu Lahoz           | 38 603 | 18      |
| Dimanche 13 janvier 2019          | 16h15 | 19e journée                   | Levante UD       | Wanda Metropolitano          | 1 - 0 | Griezmann 57e (pen.)                          |                                                                                            | Eduardo Prieto Iglesias       | 55 959 | 19      |
| Samedi 19 janvier 2019            | 18h30 | 20e journée                   | SD Huesca        | Estadio El Alcoraz           | 0 - 3 | Hernandez 31e · Arias 52e · Koke 71e          | Giménez 62e · Correa 64e                                                                   | Guillermo Cuadra Fernández    | 7 107  | 20      |
| Samedi 26 janvier 2019            | 16h15 | 21e journée                   | Getafe CF        | Wanda Metropolitano          | 2 - 0 | Griezmann 27e · Saúl 37e                      | Arias 48e · Rodri 76e                                                                      | Ignacio Iglesias Villanueva   | 55 571 | 21      |
| Dimanche 3 février 2019           | 16h15 | 22e journée                   | Real Betis       | Stade Benito-Villamarín      | 1 - 0 |                                               | Arias 40e · Correa 41e · Hernandez 51e                                                     | David Medié Jiménez           | 50 864 | 22      |
| Samedi 9 février 2019             | 16h15 | 23e journée (Derby madrilène) | Real Madrid      | Wanda Metropolitano          | 1 - 3 | Griezmann 25e                                 | Griezmann 24e · Giménez 41e · Hernandez 58e · Partey 62e, 80e · Morata 68e · Saúl 72e      | Xavier Estrada Fernández      | 67 804 | 23      |
| Samedi 16 février 2019            | 16h15 | 24e journée                   | Rayo Vallecano   | Stade de Vallecas            | 0 - 1 | Griezmann 74e                                 | Giménez 90+2e                                                                              | Jesús Gil Manzano             | 13 880 | 24      |
| Dimanche 24 février 2019          | 16h15 | 25e journée                   | Villarreal CF    | Wanda Metropolitano          | 2 - 0 | Morata 31e · Saúl 88e                         |                                                                                            | Alberto Undiano Mallenco      | 59 114 | 25      |
| Dimanche 3 mars 2019              | 18h30 | 26e journée                   | Real Sociedad    | Stade d'Anoeta               | 0 - 2 | Morata 30e 33e                                | Koke 41e, 62e · Rodri 59e · Godín 63e                                                      | José Luis González González   | 57 497 | 26      |
| Samedi 9 mars 2019                | 16h15 | 27e journée                   | CD Leganés       | Wanda Metropolitano          | 1 - 0 | Saúl 50e                                      | Giménez 14e · Lemar 53e                                                                    | Antonio Mateu Lahoz           | 58 321 | 27      |
| Samedi 16 mars 2019               | 18h30 | 28e journée                   | Athletic Bilbao  | Stade San Mamés              | 2 - 0 |                                               | Rodri 45e                                                                                  | Santiago Jaime Latre          | 39 659 | 28      |
| Samedi 30 mars 2019               | 20h45 | 29e journée                   | Deportivo Alavés | Stade de Mendizorrotza       | 0 - 4 | Saúl 5e · Costa 11e · Morata 59e · Partey 84e | Lemar 55e · Juanfran 88e                                                                   | Mario Melero López            | 16 665 | 29      |
| Mercredi 2 avril 2019             | 19h30 | 30e journée                   | Girona FC        | Wanda Metropolitano          | 2 - 0 | Godín 76e · Griezmann 90+4e                   | Arias 48e                                                                                  | Ignacio Iglesias Villanueva   | 40 863 | 30      |
| Dimanche 6 avril 2019             | 20h45 | 31e journée                   | FC Barcelone     | Wanda Metropolitano          | 2 - 0 |                                               | Partey 27e · Giménez 28e · Costa 28e · Godín 29e · Saúl 71e                                | Jesús Gil Manzano             | 90 774 | 31      |
| Samedi 13 avril 2019              | 18h30 | 32e journée                   | Celta Vigo       | Wanda Metropolitano          | 2 - 0 | Griezmann 42e · Morata 74e                    | Juanfran 56e · Griezmann 68e                                                               | Ricardo de Burgos Bengoetxea  | 26 004 | 32      |
| Samedi 20 avril 2019              | 16h15 | 33e journée                   | SD Eibar         | Stade municipal d'Ipurua     | 0 - 1 | Lemar 85e                                     | Morata 90+1e                                                                               | Javier Alberola Rojas         | 4 725  | 33      |
| Mercredi 24 avril 2019            | 19h30 | 34e journée                   | Valence CF       | Wanda Metropolitano          | 3 - 2 | Morata 9e · Griezmann 49e · Correa 81e        | Morata 47e · Filipe Luís 56e · Saúl 76e                                                    | Alejandro Hernández Hernández | 43 531 | 34      |
| Samedi 27 avril 2019              | 16h15 | 35e journée                   | Real Valladolid  | Wanda Metropolitano          | 1 - 0 | Joaquín 66e (csc)                             | Godín 5e · Partey 38e · Correa 90+2e · Koke 90+4e                                          | Mario Melero López            | 53 123 | 35      |
| Samedi 4 mai 2019                 | 16h15 | 36e journée                   | RCD Espanyol     | RCDE Stadium                 | 3 - 0 |                                               | Saúl 18e · Morata 59e                                                                      | José Luis Munuera Montero     | 20 207 | 36      |
| Dimanche 12 mai 2019              | 18h30 | 37e journée                   | FC Séville       | Wanda Metropolitano          | 1 - 1 | Koke 30e                                      | Partey 68e · Morata 72e · Koke 81e · Lemar 88e · Saúl 90+2e                                | Ricardo de Burgos Bengoetxea  | 60 234 | 37      |
| Dimanche 18 mai 2019              | 16h15 | 38e journée                   | Levante UD       | Stade Ciutat de València     | 2 - 2 | Rodri 68e · Camello 79e                       | Montero 39e · Correa 51e                                                                   | Ignacio Iglesias Villanueva   | 20 575 | 38      |

### Coupe du Roi
L'Atlético affronte en 16èmes de finale l'Unió Esportiva Sant Andreu, qu'ils élimineront sur un score global de 5-0, après deux victoires 1-0 et 4-0. Le club est éliminé au tour suivant, en huitièmes de finale contre le Girona Futbol Club, après un match nul 1-1 à Girone et 3-3 au Wanda Metropolitano. L'Atlético est donc éliminé par la règle du but à l'extérieur de la Coupe du Roi, qui sera remportée finalement par Valence CF.

### Ligue des Champions
La finale se déroulant au Wanda Metropolitano, l'objectif est de jouer la finale dans leur antre. L'Atlético est placé dans le groupe A, avec le Borussia Dortmund, l'AS Monaco et le Club Bruges KV. Après avoir fini deuxièmes avec 13 points, à égalité avec Dortmund mais une différence de buts moindre, l'Atlético tire la Juventus de Turin en huitièmes de finale. Après avoir gagné 2-0 à domicile (Gimenez et Diego Godín), la Juventus élimina le club au match retour sur le score de 3-0 après un triplé de Cristiano Ronaldo. Les Colchoneros sont donc éliminés en huitièmes de finale de cette édition de Ligue des Champions, remportée finalement par Liverpool.

#### Phase des Groupes
| Rang | Équipe             | Pts | J | G | N | P | Bp | Bc | Diff |  | Résultats (▼ dom., ► ext.) |     |     |     |     |
| ---- | ------------------ | --- | - | - | - | - | -- | -- | ---- |  | -------------------------- | --- | --- | --- | --- |
| 1    | Borussia Dortmund  | 13  | 6 | 4 | 1 | 1 | 10 | 2  | +8   |  | Borussia Dortmund          |     | 4-0 | 0-0 | 3-0 |
| 2    | Atlético de Madrid | 13  | 6 | 4 | 1 | 1 | 9  | 6  | +3   |  | Atlético de Madrid         | 2-0 |     | 3-1 | 2-0 |
| 3    | Club Bruges        | 6   | 6 | 1 | 3 | 2 | 6  | 5  | +1   |  | Club Bruges                | 0-1 | 0-0 |     | 1-1 |
| 4    | AS Monaco          | 1   | 6 | 0 | 1 | 5 | 2  | 14 | -12  |  | AS Monaco                  | 0-2 | 1-2 | 0-4 |     |

## Statistiques

### Statistiques collectives
| Compétition          | Premier Match     | Dernier Match   | Début            | Termine            | Matches joués | Gagnés | Nuls | Perdus | Buts pour | Buts contre | Différence |
| -------------------- | ----------------- | --------------- | ---------------- | ------------------ | ------------- | ------ | ---- | ------ | --------- | ----------- | ---------- |
| La Liga              | 20 août 2018      | 19 mai 2019     | 1re journée      | 38e journée        | 38            | 22     | 10   | 6      | 55        | 29          | +26        |
| Copa Del Rey         | 30 octobre 2018   | 16 janvier 2019 | 32e Finale       | 16e Finale         | 4             | 2      | 2    | 0      | 9         | 4           | +5         |
| Ligue des Champions  | 18 septembre 2018 | 12 mars 2019    | Phase de Groupes | Huitième de Finale | 8             | 5      | 1    | 2      | 11        | 9           | +2         |
| Supercoupe de l'UEFA | 15 août 2018      | 15 août 2018    | Finale           | Vainqueur          | 1             | 1      | 0    | 0      | 4         | 2           | +2         |
| Total                | -                 | -               | -                | -                  | 51            | 30     | 13   | 8      | 79        | 44          | +35        |

### Statistiques individuelles

#### Discipline
Inclut uniquement les matches officiels. La liste est classée par numéro de maillot lorsque le total des cartons est égal.
| R     | No.   | Nat   | Position       | Joueurs            | La Liga | La Liga      | Copa del Rey | Copa del Rey | Ligue des Champions | Ligue des Champions | Supercoupe de l'UEFA | Supercoupe de l'UEFA | Total  | Total        |
| R     | No.   | Nat   | Position       | Joueurs            | Averti  | Carton rouge | Averti       | Carton rouge | Averti              | Carton rouge        | Averti               | Carton rouge         | Averti | Carton rouge |
| 1     | 5     |       | Milieu         | Thomas Partey      | 9       | 1            | 0            | 0            | 3                   | 0                   | 0                    | 0                    | 12     | 1            |
| 2     | 6     |       | Milieu         | Koke               | 10      | 1            | 1            | 0            | 0                   | 0                   | 0                    | 0                    | 11     | 1            |
| 2     | 8     |       | Milieu         | Saúl               | 10      | 0            | 0            | 0            | 1                   | 0                   | 0                    | 0                    | 11     | 0            |
| 4     | 10    |       | Attaquant      | Ángel Correa       | 7       | 1            | 0            | 0            | 2                   | 0                   | 1                    | 0                    | 10     | 1            |
| 5     | 2     |       | Défenseur      | Diego Godín        | 6       | 0            | 1            | 0            | 1                   | 0                   | 0                    | 0                    | 8      | 0            |
| 5     | 7     |       | Attaquant      | Antoine Griezmann  | 5       | 0            | 1            | 0            | 2                   | 0                   | 0                    | 0                    | 8      | 0            |
| 5     | 19    |       | Attaquant      | Diego Costa        | 4       | 1            | 0            | 0            | 3                   | 0                   | 1                    | 0                    | 8      | 1            |
| 5     | 20    |       | Défenseur      | Juanfran           | 7       | 0            | 0            | 0            | 1                   | 0                   | 0                    | 0                    | 8      | 0            |
| 5     | 24    |       | Défenseur      | José María Giménez | 5       | 0            | 0            | 0            | 3                   | 0                   | 0                    | 0                    | 8      | 0            |
| 10    | 15    |       | Défenseur      | Stefan Savić       | 5       | 1            | 0            | 0            | 2                   | 1                   | 0                    | 0                    | 7      | 2            |
| 10    | 19    |       | Défenseur      | Lucas Hernández    | 5       | 0            | 1            | 0            | 1                   | 0                   | 0                    | 0                    | 7      | 0            |
| 12    | 3     |       | Défenseur      | Filipe Luís        | 4       | 0            | 0            | 0            | 2                   | 0                   | 0                    | 0                    | 6      | 0            |
| 13    | 11    |       | Milieu         | Thomas Lemar       | 4       | 0            | 0            | 0            | 1                   | 0                   | 0                    | 0                    | 5      | 0            |
| 13    | 14    |       | Milieu         | Rodri              | 5       | 0            | 0            | 0            | 0                   | 0                   | 0                    | 0                    | 5      | 0            |
| 13    | 22    |       | Attaquant      | Álvaro Morata      | 5       | 0            | 0            | 0            | 0                   | 0                   | 0                    | 0                    | 5      | 0            |
| 16    | 4     |       | Défenseur      | Santiago Arias     | 4       | 0            | 0            | 0            | 0                   | 0                   | 0                    | 0                    | 4      | 0            |
| 16    | 35    |       | Défenseur      | Javi Montero1      | 2       | 0            | 1            | 0            | 1                   | 0                   | 0                    | 0                    | 4      | 0            |
| 18    | 9     |       | Attaquant      | Nikola Kalinić     | 3       | 0            | 0            | 0            | 0                   | 0                   | 0                    | 0                    | 3      | 0            |
| 18    | 23    |       | Milieu         | Vitolo             | 1       | 0            | 0            | 0            | 1                   | 0                   | 1                    | 0                    | 3      | 0            |
| 20    | 1     |       | Gardien de but | Antonio Adán       | 1       | 0            | 0            | 0            | 0                   | 0                   | 0                    | 0                    | 1      | 0            |
| 20    | 13    |       | Gardien de but | Jan Oblak          | 1       | 0            | 0            | 0            | 0                   | 0                   | 0                    | 0                    | 1      | 0            |
| 20    | 18    |       | Milieu         | Gelson Martins     | 0       | 0            | 1            | 0            | 0                   | 0                   | 0                    | 0                    | 1      | 0            |
| TOTAL | TOTAL | TOTAL | TOTAL          | TOTAL              | 101     | 5            | 6            | 0            | 24                  | 1                   | 3                    | 0                    | 136    | 6            |

1joueurs issues de l'équipe réserve - Atlético Madrid B.

#### Buteurs
Inclut uniquement les matches officiels. La liste est classée par numéro de maillot lorsque le total de but est égal.
| R.          | N.          | Nat.        | Pos.        | Joueurs            | La Liga | Copa del Rey | Ligue des Champions | Supercoupe de l'UEFA | Total |
| ----------- | ----------- | ----------- | ----------- | ------------------ | ------- | ------------ | ------------------- | -------------------- | ----- |
| 1           | 7           |             | Attaquant   | Antoine Griezmann  | 15      | 2            | 4                   | 0                    | 21    |
| 2           | 6           |             | Milieu      | Koke               | 3       | 0            | 2                   | 1                    | 6     |
| 2           | 8           |             | Milieu      | Saúl Ñíguez        | 4       | 0            | 1                   | 1                    | 6     |
| 2           | 22          |             | Attaquant   | Álvaro Morata      | 6       | 0            | 0                   | 0                    | 6     |
| 5           | 11          |             | Attaquant   | Ángel Correa       | 3       | 2            | 0                   | 0                    | 5     |
| 5           | 18          |             | Attaquant   | Diego Costa        | 2       | 0            | 1                   | 2                    | 5     |
| 7           | 2           |             | Défenseur   | Diego Godín        | 3       | 0            | 1                   | 0                    | 4     |
| 7           | 9           |             | Attaquant   | Nikola Kalinić     | 2       | 2            | 0                   | 0                    | 4     |
| 9           | 5           |             | Milieu      | Thomas Partey      | 3       | 0            | 0                   | 0                    | 3     |
| 9           | 11          |             | Milieu      | Thomas Lemar       | 2       | 1            | 0                   | 0                    | 3     |
| 9           | 14          |             | Milieu      | Rodri              | 3       | 0            | 0                   | 0                    | 3     |
| 12          | 3           |             | Défenseur   | Filipe Luís        | 2       | 0            | 0                   | 0                    | 2     |
| 12          | 24          |             | Défenseur   | José María Giménez | 0       | 0            | 2                   | 0                    | 2     |
| 14          | 3           |             | Défenseur   | Santiago Arias     | 1       | 0            | 0                   | 0                    | 1     |
| 14          | 18          |             | Milieu      | Gelson Martins     | 0       | 1            | 0                   | 0                    | 1     |
| 14          | 21          |             | Défenseur   | Lucas Hernandez    | 1       | 0            | 0                   | 0                    | 1     |
| 14          | 23          |             | Milieu      | Vitolo             | 0       | 1            | 0                   | 0                    | 1     |
| 14          | 35          |             | Attaquant   | Borja Garcés1      | 1       | 0            | 0                   | 0                    | 1     |
| 14          | 55          |             | Attaquant   | Sergio Camello1    | 1       | 0            | 0                   | 0                    | 1     |
| Autres buts | Autres buts | Autres buts | Autres buts | Autres buts        | 3       | 0            | 0                   | 0                    | 3     |
| TOTALS      | TOTALS      | TOTALS      | TOTALS      | TOTALS             | 55      | 9            | 11                  | 4                    | 79    |

1joueurs issues de l'équipe réserve - Atlético Madrid B.

#### Clean Sheets
| R.     | No.    | Pos.   | Joueurs      | Matchs Joués | Clean Sheets % | La Liga  | Copa del Rey | Ligue des Champions | Supercoupe de l'UEFA | Total |
| ------ | ------ | ------ | ------------ | ------------ | -------------- | -------- | ------------ | ------------------- | -------------------- | ----- |
| 1      | 13     | GB     | Jan Oblak    | 46           | 52%            | 20 (54%) | 0 (0%)       | 4 (50%)             | 0 (0%)               | 24    |
| 2      | 1      | GB     | Antonio Adán | 5            | 40%            | 0 (0%)   | 2 (50%)      | 0 (0%)              | 0 (0%)               | 2     |
| TOTALS | TOTALS | TOTALS | TOTALS       | 51           | 51%            | 20 (54%) | 2 (50%)      | 4 (50%)             | 0 (0%)               | 26    |